# 你離開後
你離開後（英語：After You've Gone）是1918年的流行歌曲，由特納·林頓作曲，亨利·克萊莫填詞。1918年7月22日由瑪麗恩·哈里斯錄製，並在Victor公司上發行。

## 著名唱片錄製
- 瑪麗恩·哈里斯（英语：Marion Harris）（1918年）
- 亨利·伯爾（英语：Henry Burr） 及 艾伯特·坎貝爾（英语：Albert Campbell (singer)）（1918年）[2]
- 比利·莫瑞（英语：Billy Murray (singer)） 及 Gladys Rice[2]
- 蘇菲·塔克（英语：Sophie Tucker）（1927年）[2]
- 貝西·史密斯（1927年）[2]
- 露絲·埃坦（英语：Ruth Etting）（1927年）
- 貝西·史密斯（1928年）
- 路易斯·岩士唐（1929年）
- 冰·哥羅士比 及 保羅·懷特曼與管弦樂隊（1929年）
- 雷德·尼可斯與他的便士（英语：Red Nichols）、傑克·蒂加登（英语：Jack Teagarden）（演唱）、格倫·米勒、吉米·陶西（英语：Jimmy Dorsey） 及 吉恩·克魯帕（英语：Gene Krupa）（1930年）
- 胖子華勒（1930年）

## 外部連結
- "After You've Gone by Marion Harris, the original 1918 version at the Internet Archive
- "After You've Gone" by Jelly Roll Morton at the Internet Archive
- "After You've Gone" by Roy Eldridge Orchestra (1937) at the Internet Archive
- free-scores.com （页面存档备份，存于）